# Automatikgetriebeöle für Toyota
Toyota vermarktet seine eigenen Automatikgetriebeöle (ATF) unter dem Markennamen Toyota. Toyota lizenziert seine Spezifikationen für Automatikgetriebeöle nicht an Ölhersteller, die die Öle unter ihren eigenen Markennamen verkaufen möchten. Toyota-Händler und Online-Händler verkaufen heute Öle der Marke Toyota. Wenn sich das offizielle Toyota-Logo nicht auf dem Behälter befindet, ist die Flüssigkeit möglicherweise nicht von Toyota freigegeben und es kann nicht garantiert werden, dass es den Toyota-Spezifikationen entspricht.

## Toyota Automatikgetriebeöle (ATF)
Das Original Toyota Typ-T-Getriebeöl erschien erstmals im Jahr 1988. Im Laufe der Jahre wurde die ursprüngliche Spezifikation ersetzt durch Typ T-II, Typ T-IV und WS. Toyota hat seine ATF-Spezifikationen im Laufe der Jahre verfeinert. Die neueren Öle sind nicht immer rückwärtskompatibel mit früheren Ölen. Neuere 6-, 8- und 10-Gang-Getriebe sowie Hybrid-Elektro- (HEV), Plug-In-Hybrid- (PHEV), CVT- und Elektrofahrzeug-Getriebetechnologien erfordern spezielle Öle, um einwandfrei zu funktionieren. Es gibt nach wie vor einen Markt für ältere Flüssigkeiten, die die früheren Ölspezifikationen erfüllen sollen. In den folgenden Details sind Informationen zur Abwärtskompatibilität der einzelnen Flüssigkeiten. zu finden.

### Vor Toyota ATF – 1959–1988

#### 1959 – GM-Öl-Typ-A

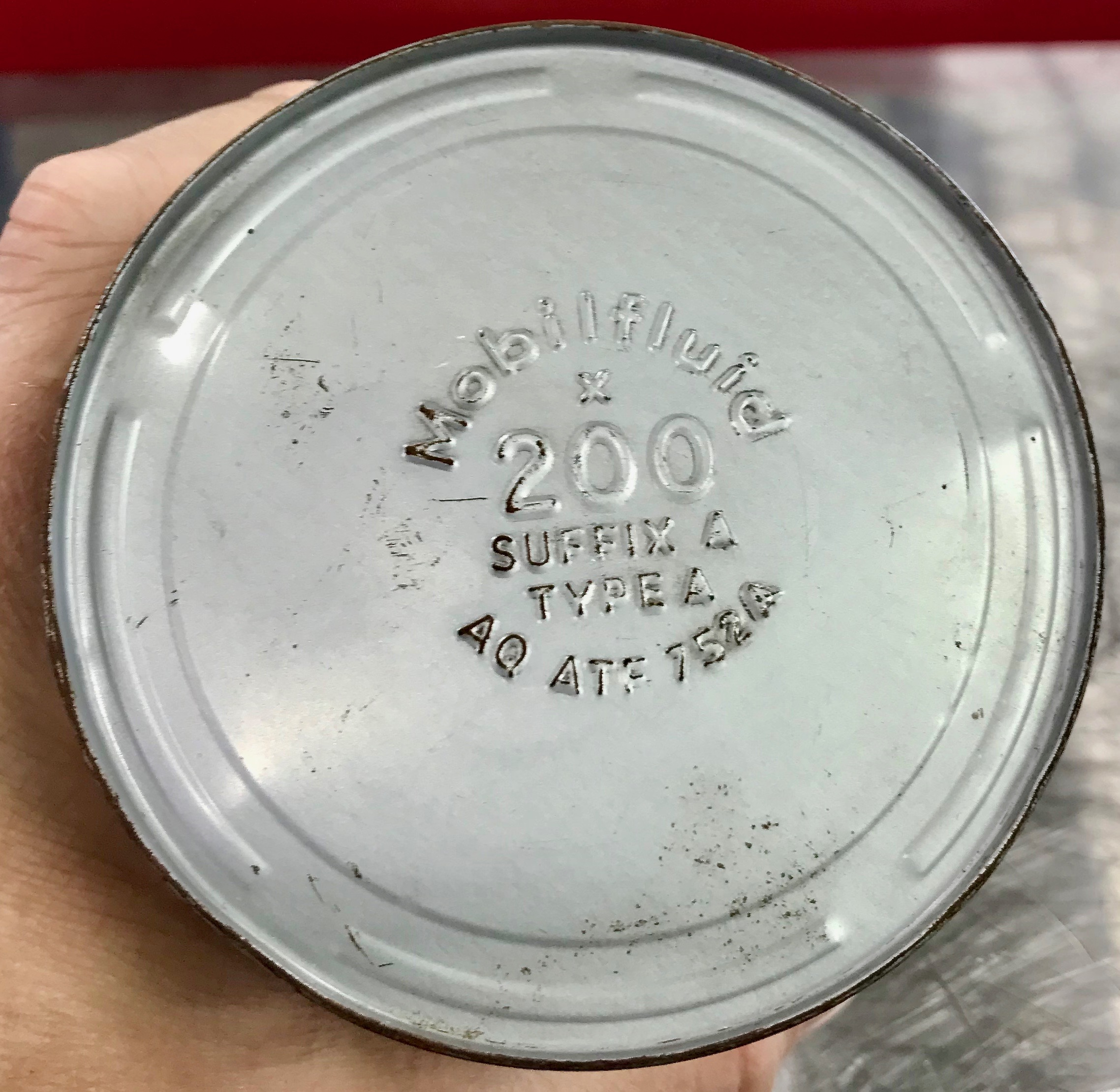
1963-1966 GM lizenziertes Typ „A“ ATF unter der Nummer AQ-ATF-752A

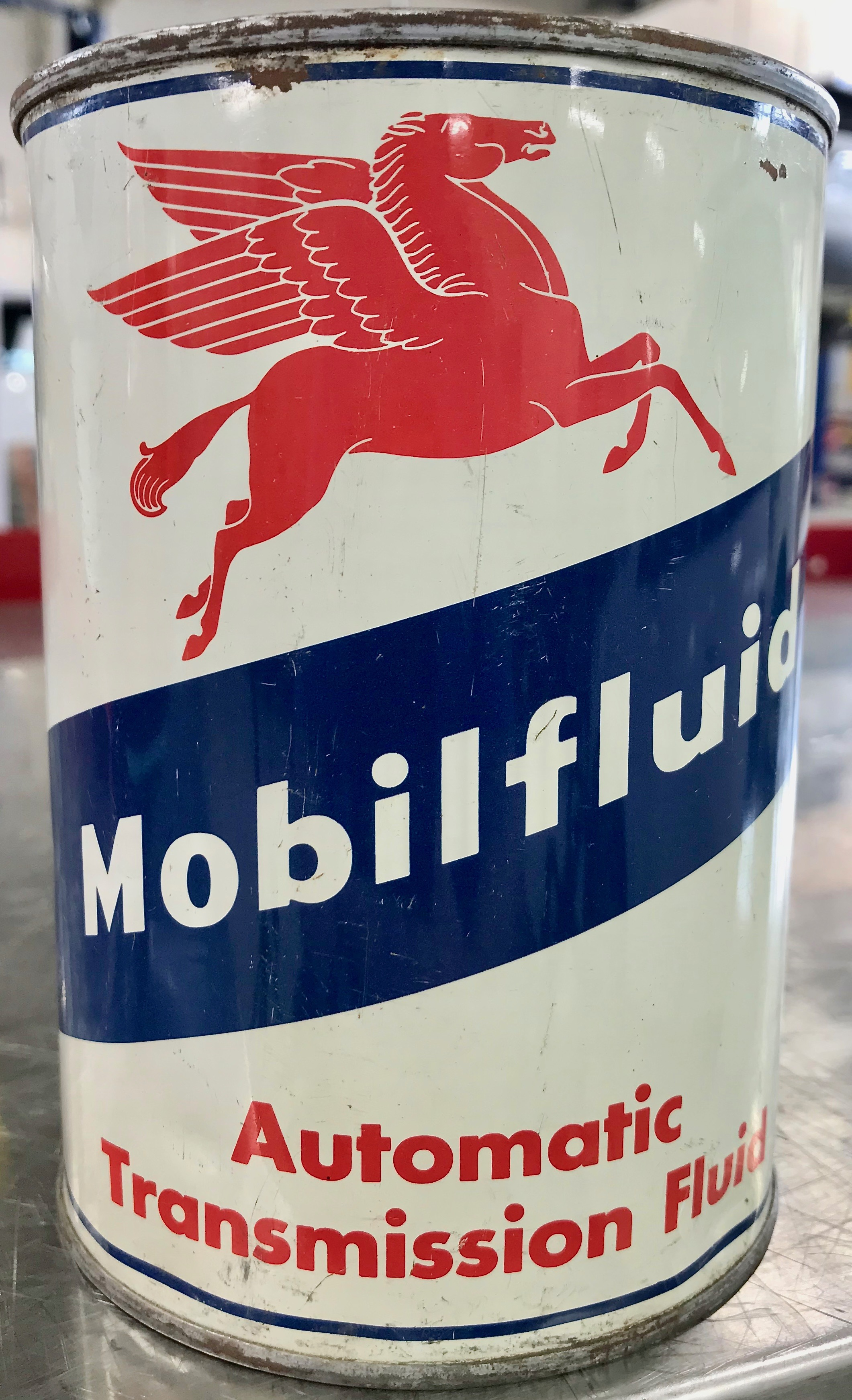

1957 hat General Motors (GM) eine die Ölspezifikation des Typs A veröffentlicht. Dieses Öl war besser für die höheren Öltemperaturen geeignet, die durch die Drehmomentwandler und Motoren der damaligen Zeit verursacht wurden. Die Ölspezifikation wurde 1958, 1959 und 1960 erneut überarbeitet.
Im Jahr 1959 nahm Toyota die GM-Typ-A-Ölspezifikation. Toyota empfahl folgende Marken für Öle vom Typ „A“:
- British Petroleum (BP) ATF Typ „A“
- Caltex Texamatic Typ–„A“–Öl
- Esso Standard ATF Typ „A“
- Mobil Mobilfluid 200 Type „A“ (siehe Bild)
- Schale Donax T-6 Typ–„A“–Öl

Diese Flüssigkeit wurde erstmals in dem 1962 von Toyota Corona (RT40, RS43L, MS43L, RT43L) eingesetzten Getriebe eingesetzt:
- 1959 A10 2-Gang-Toyoglide-Halbautomatikgetriebe (Toyotas erstes Halbautomatikgetriebe)
- 1962 A20 2-Gang-Toyoglide-Automatikgetriebe (Toyotas erstes Vollautomatikgetriebe)

#### 1966 – Ford-Öl-Typ-F

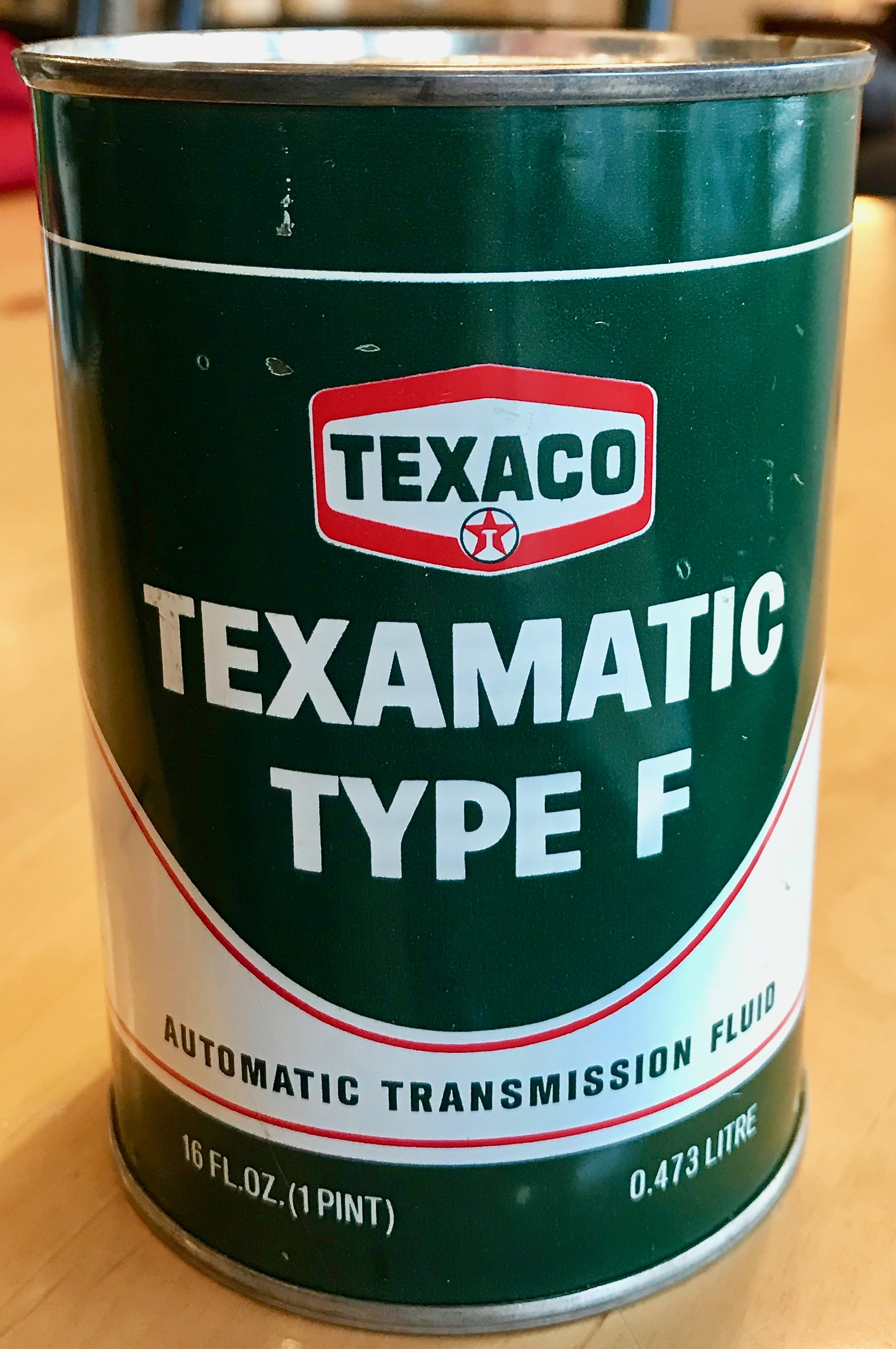
1969 Texaco Texamatic Typ F ATF. Ford Liczenznummer: 2P-600615

Im Jahr 1966 übernahm Toyota von Ford die Ölspezifikation M2C33-F (Typ F). Dieses Öl hatte eine verbesserte Viskosität bei niedriger Temperatur, um angemessene Schaltzeiten bei niedrigen Temperaturen zu gewährleisten. Das Öl hatte auch bessere Oxidationsbeständigkeitseigenschaften, was zu einer längeren Lebensdauer des Öls führte.
Toyota empfahl folgende Marken des Ford Typ-F-Öls:
- Castrol TQ Type-F
- British Petroleum (BP) ATF Type-F
- Caltex Texamatic Fluid Type-F (siehe Bild)
- Esso Standard Glides
- Mobil Mobilfluid 210 ATF
- Shell Donax T-7
- White Rose Typ-7-ATF

Dieses Öl wurde erstmals 1967 im Toyota Crown und Corona Mark II eingesetzt:
- 1967 A30 3-Gang-Toyoglide-Getriebe.

#### 1969 – GM-Öl-Dexron (B)

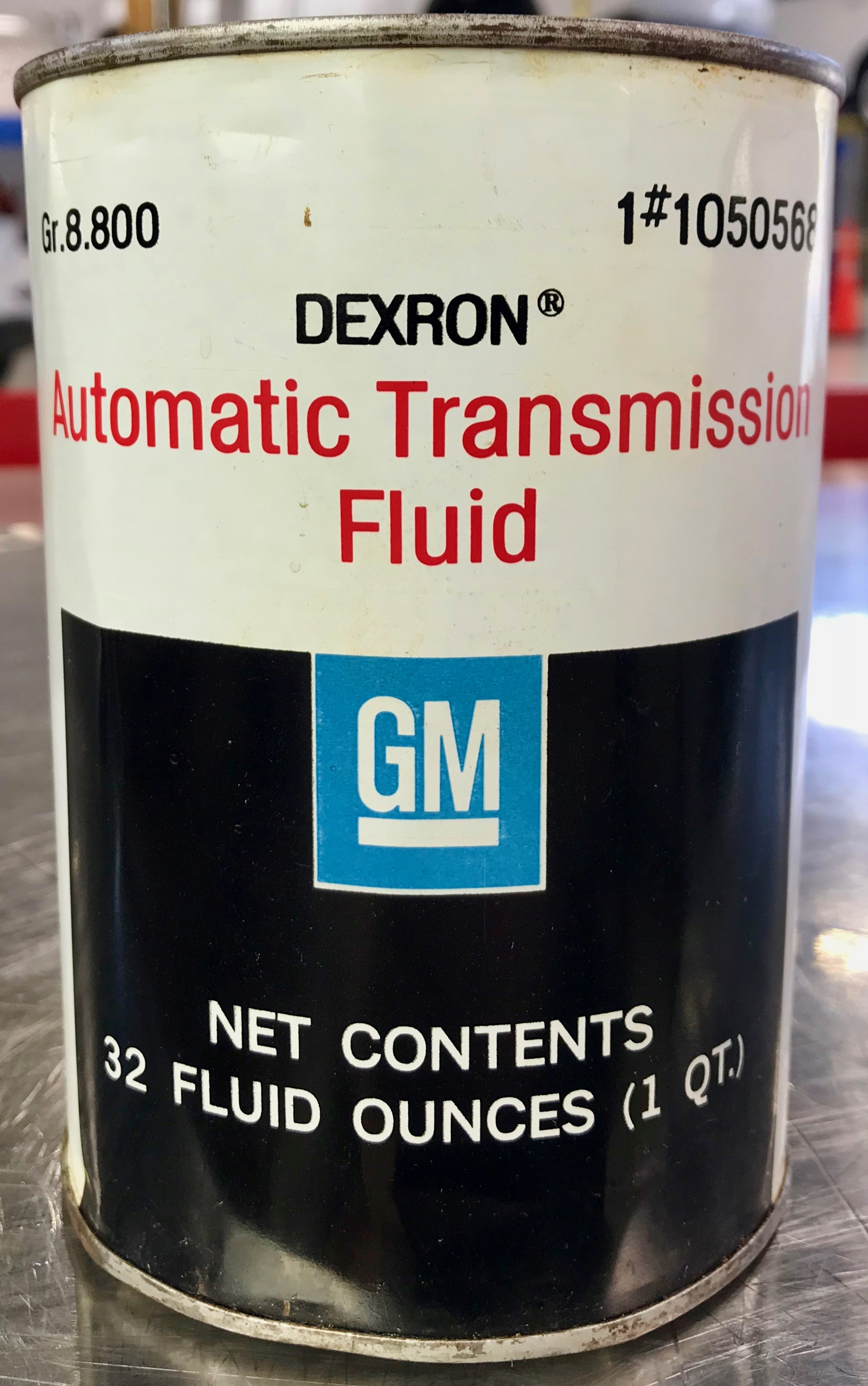
1967 GM Dexron (B) ATF, GM Lizenznummer B-10001

1968 übernahm Toyota vom GM die Ölspezifikation Dexron (B). Dieses Öl hatte eine verbesserte Viskosität bei niedriger Temperatur, um angemessene Schaltzeiten bei niedrigen Temperaturen zu gewährleisten. Das Fluid hatte auch bessere Oxidationsbeständigkeitseigenschaften, was zu einer längeren Lebensdauer des Öls führte. Toyota wurde lizenzierter Wiederverkäufer des Dexron (B)-Öls und vermarktet es unter Markennamen Toyota.
Dieses Öl ist abwärtskompatibel mit allen des Typs A, jedoch nicht mit Ford Öl Typ F.
- 1970 Toyota A32 3-Speed Electronically Controlled Automatic Transmission (EAT) RWD.
- 1972 Toyota A40 (Developed with Borg-Warner Co.) (AW) 3-Speed RWD

1973 übernahm Toyota die GM-Ölspezifikation MS-7176 für Dexron-II(C). Dieses neuere Öl umfasste neuere Oxidations- und Rostinhibitoren und ersetzt das zuvor benutzte Whalöl. Das Öl erwies sich zudem als langlebiger. Toyota wurde lizenzierter Wiederverkäufer des Dexron-II(C)-Öls und vermarktet es unter Markennamen Toyota. Diese Flüssigkeit ersetzte die vorherige Ölspezifikation.

#### 1975 – GM-Öl-Dexron-II (D)

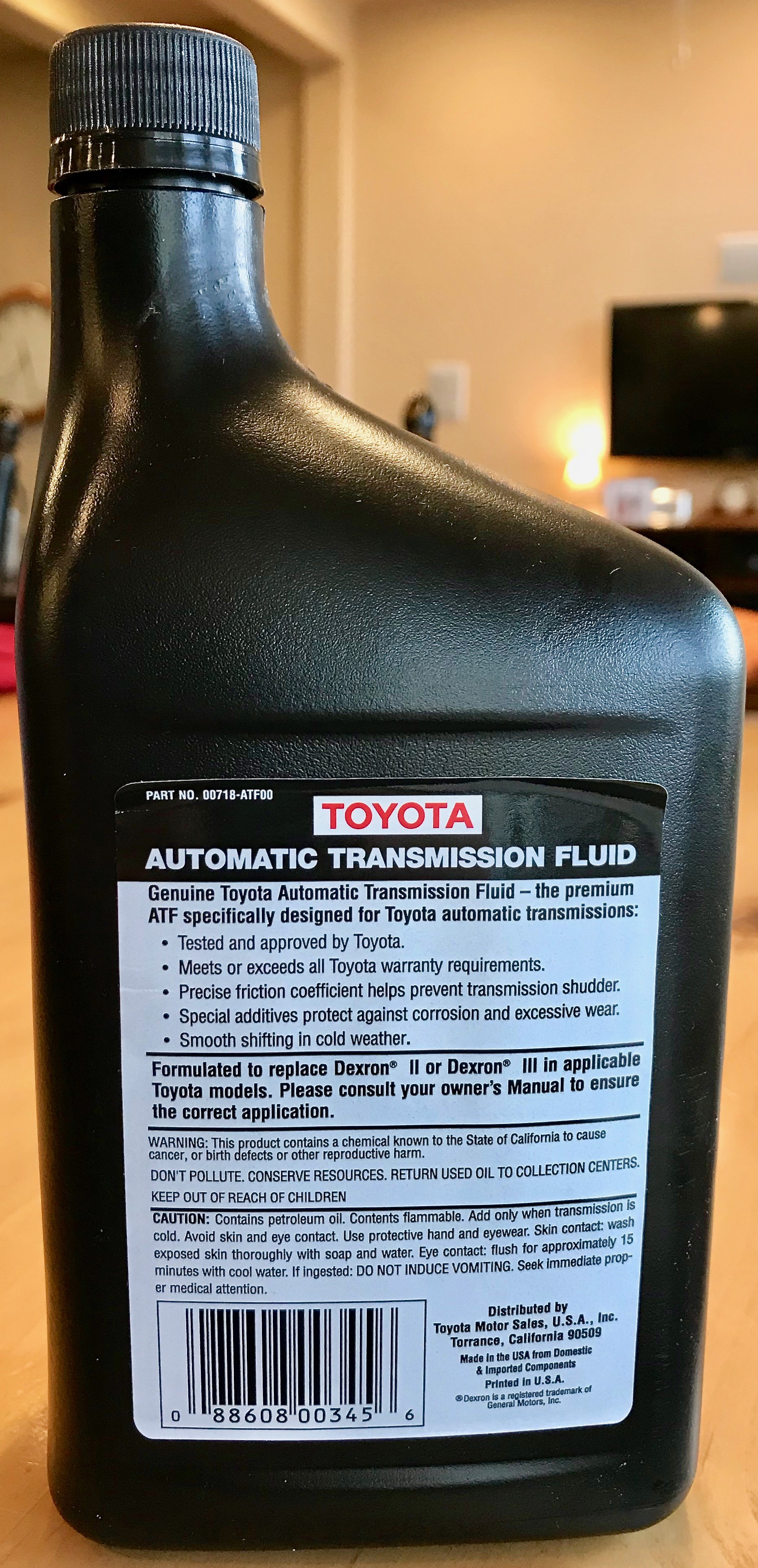

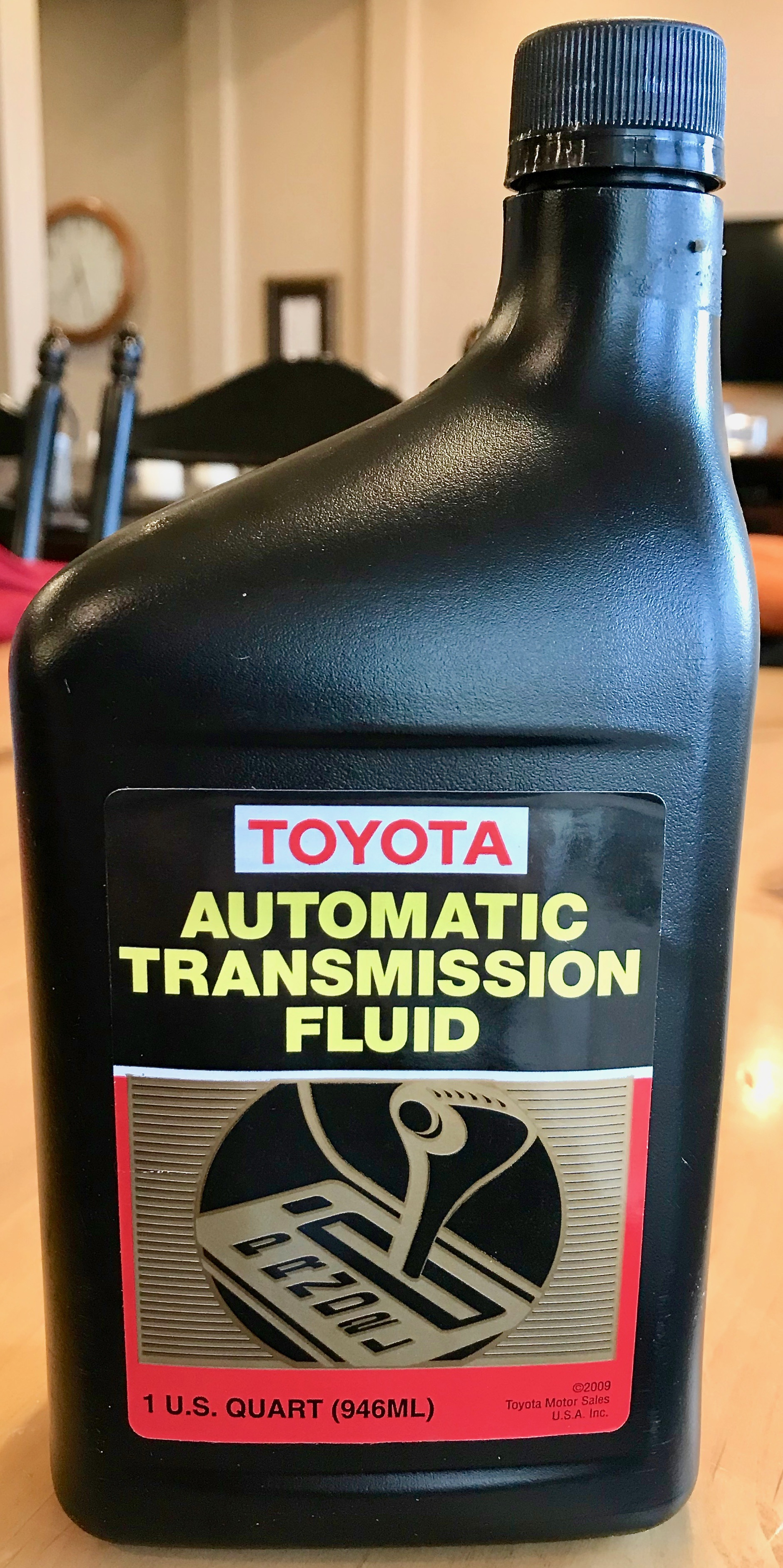
Toyota Dexron-III ATF

Im Jahr 1975 übernahm Toyota die GM (GM6032M) mit der Ölspezifikation Dexron-II (D). Das Öl hatte bessere Oxidationsbeständigkeitseigenschaften, was zu einer längeren Lebensdauer des Öls führte. Toyota wurde lizenzierter Wiederverkäufer des Dexron-II(D)-Öls. Es wurde unter dem Markennamen Toyota vermarktet. Diese Flüssigkeit ersetzte die vorherige Ölspezifikation.
Es wurde erstmals in folgenden Getrieben benutzt:
- 1977 Toyota A40D 4-speed AT mit Overdrive-Hinterradantrieb (A World’s First)
- 1979 Toyota A55 3-Gang Vorderradantrieb
- 1980 Toyota A43DL 4-Gang Hinterradantrieb mit TCC
- 1981 Toyota A43DE 4-Gang mit TCC, erster Computer-gesteuerter Hinterradantrieb AT
- 1982 Toyota A140L/A140E 4-Gang-Vorderradantrieb mit TCC ATX für den Camry
- 1984 Toyota A340L 4-Gang AT für Lkw
- 1984 Toyota A340H elektronisch gesteuerter Alld- und Hinterradantrieb, 4-Gang mit TCC
- 1989 Toyota A341E elektronisch gesteuerter All- und Hinterradantrieb 4-Gang mit TCC

Anmerkung: Das Dexron-II(D)-Öl wurde 2002 ersetzt durch die GM Dexron-III(H)-Ölspezifikation. (Siehe Toyota Technical Service Bulletin TC001-02)

### Toyota-ATF-1988 – heute

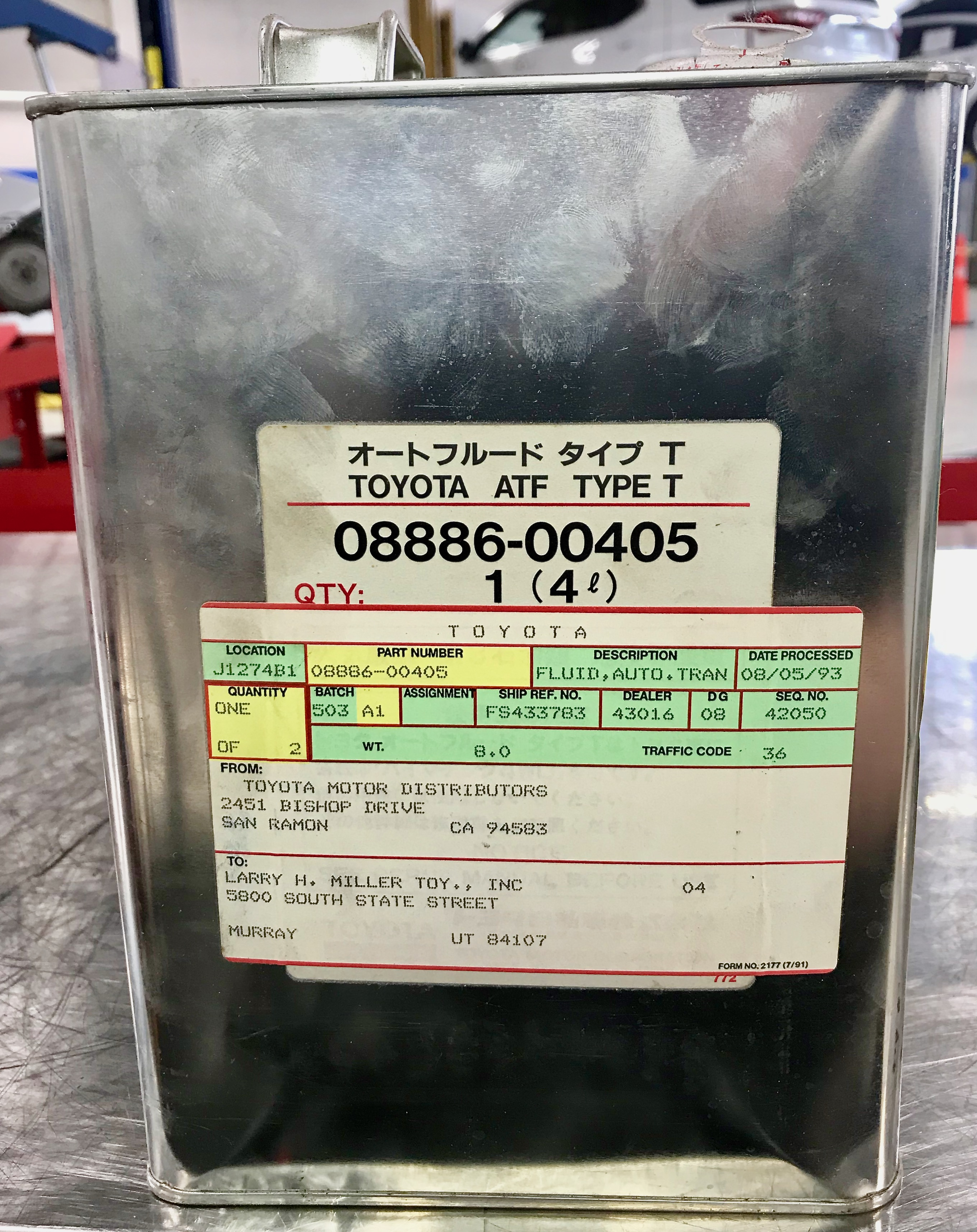
Toyota Typ T ATF

1988 gab Toyota seine erste Automatikgetriebeölspezifikation für Typ-T-Öl heraus, erwähnt im Toyota TSB, Ausgabe 9-10 vom 10. April 1988
Dieses Öl wurde erstmals in folgenden Antrieben eingesetzt:
- 1988 A241H Allradantrieb im Corolla
- 1988 Toyota A540H elektronisch gesteuerter Allrad-4-GangAntrieb mit TCC
- 1992 Toyota A341H elektronisch gesteuerter Allradantrieb mit 4 Gängen und TCC.

Dieses Öl ist nicht mit dem von Toyota bisher empfohlenen Öl kompatibel.

#### 1993 – Type–T-II–Öl
1993 nahm Toyota mehrere Änderungen an den Empfehlungen für Getriebeöle vor:
1. Toyota veröffentlichte 1993 die ATF-Hochleistungsflüssigkeitsspezifikation vom Typ T-II für den A340Ei, Turbo Supra und andere.
2. Dexron II(E) wurde durch Dexron III(G) ersetzt.

Dieses Öl ist nicht abwärtskompatibel mit der vorherigen Flüssigkeit vom Typ T, es wurde zum ersten Mal in den folgenden Getrieben verwendet:
- 1993 Toyota A340Ei elektronisch gesteuerter RWD 4-Gang mit TCC – Turbo Supra
- 1996 Toyota A350E elektronisch gesteuerter RWD 5-Gang mit TCC – Lexus GS300

In den Jahren 1994–1995 hatten einige früh mit OBD-II ausgestatteten Fahrzeuge den Fehlercode P0300 (zufällige Fehlzündung) erhalten. Die Ingenieure stellten fest, dass die durch die Drehmomentwandlerkupplung (TCC) übertragenen Straßenkräfte die normalen Drehzahlschwankungen auf die Kurbelwelle übertrugen und verleiteten das Motorsteuergerät zu der Annahme kam, dass es einen Zylinderaussetzer gab.
Die Lösung bestand darin, eine neue Art von TCC zu schaffen, die eine Schlupf von etwa 35 U/m hatte. Toyota nannte dies eine schlupfgesteuerte Überbrückungskupplung (SCLC), andere Hersteller hatten ihre eigenen Namen Einige SCLC-Systeme hatten während des normalen Betriebs ein Zittern oder Vibrieren. Die Ingenieure versuchten mehrere Änderungen an der Computerkalibrierung, aber es wurde auch ein überarbeitetes Öl benötigt, um das Problem zu beheben.
- Toyota veröffentlichte den Typ T-III ATF im Jahr 1995
- Ford veröffentlichte 1996 die Ölspezifikation Mercon V
- GM veröffentlichte 1998 die Ölspezifikation Dexron-III (G)
- Chrysler veröffentlichte 1998 die Ölspezifikation MS-9602 Revision C (MS-9602 Change C).[4]

#### 1998 – Type T-IV Öl

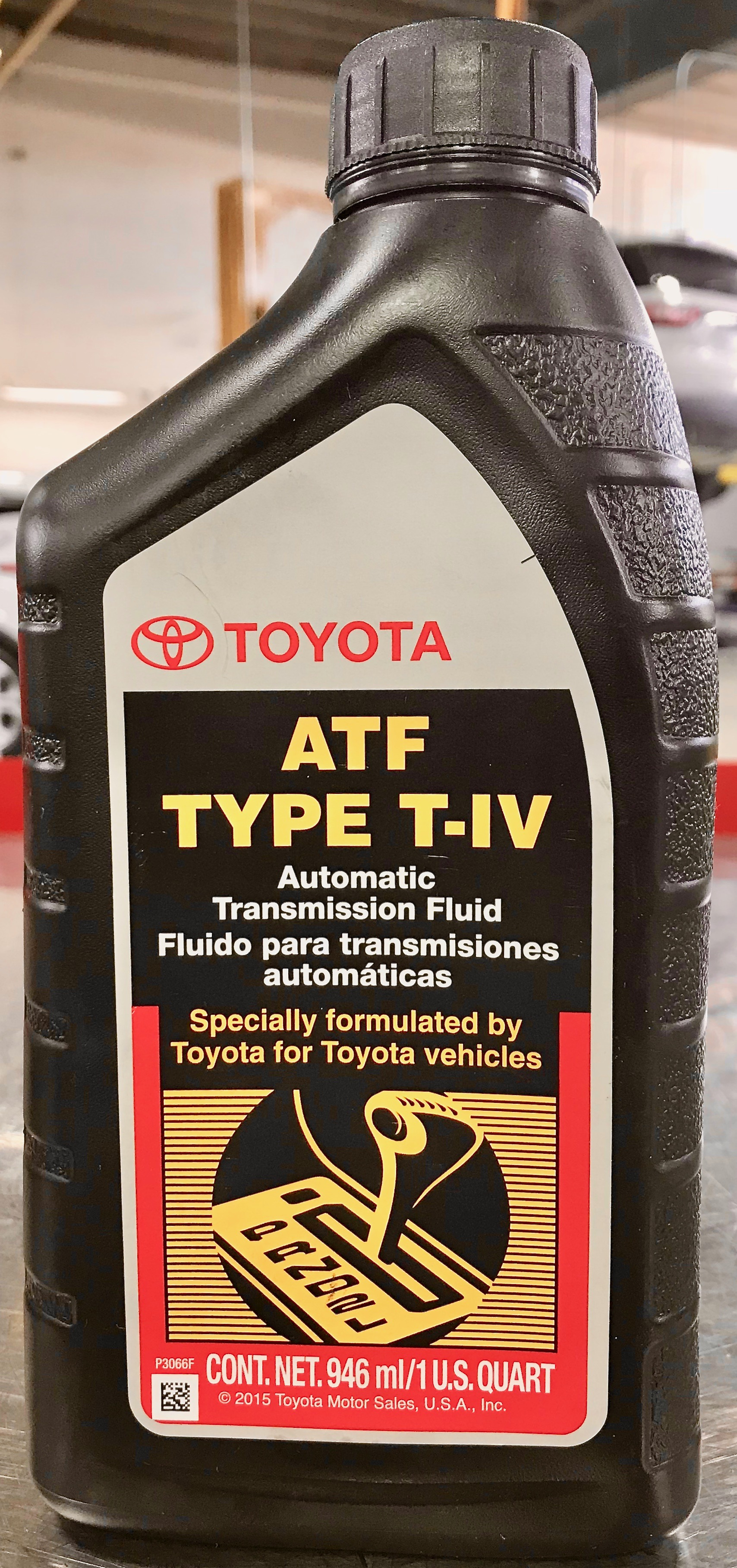
Toyota T-IV ATF

1998 veröffentlichte Toyota die Original ATF Typ-T-IV-Ölspezifikation (JWS3309). Diese Flüssigkeit war das Hochleistungs-ATF der nächsten Generation für schlupfgeregelte Automatikgetriebe. Diese Flüssigkeit ersetzt in allen Fahrzeugen die Flüssigkeiten vom Typ T-III, Typ T-II und Typ T. Alle Fahrzeuge, die nach 1993 mit Automatikgetrieben hergestellt wurden, die laut Bulletin TC003–99 für die Verwendung der ATF-Typen T, T – II und T – IV spezifiziert sind, nicht zu verwechseln mit Chrysler’s Mopar ATF+4. Diese sind weder gleichwertig, noch kompatibel:
Anmerkung:
- Typ T-IV-Flüssigkeit ist abwärtskompatibel mit der vorherigem Typ-T-Öl.
- Typ T-IV kann Öl vom Typ T-II ersetzen, sollte jedoch nicht gemischt werden.

Dieses Öl wurde erstmals in folgenden Getrieben eingesetzt:
- 1998–2003 Toyota P111 Hybridantrieb

#### 2002 – WS-Öl

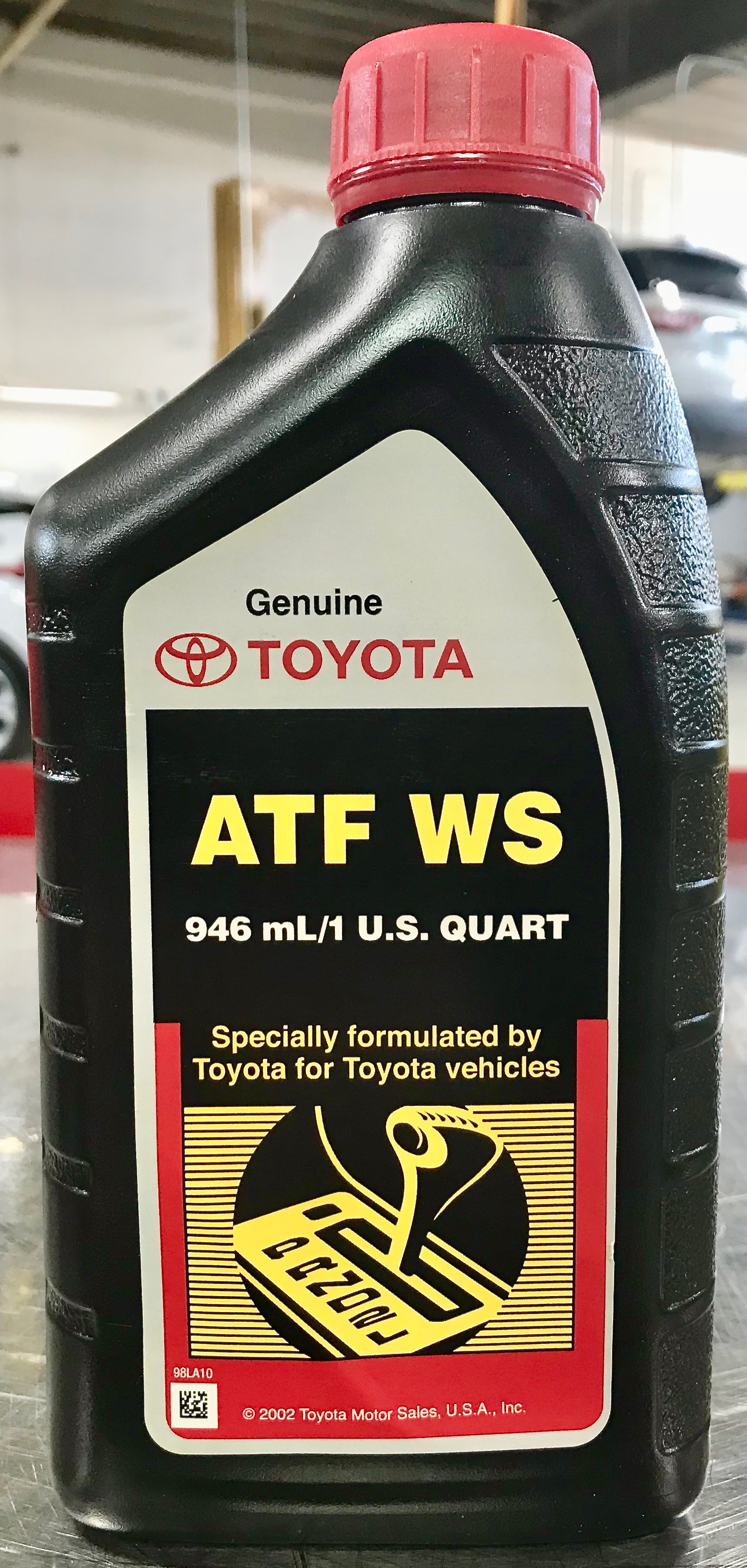
2002 Toyota WS ATF

Im Jahr 2002 veröffentlichte Toyota seine weltweite ATF-WS-Ölspezifikationen (WS steht für „World Standard“) – (JWS3324 oder NWS9638). Dieses Öl ist nicht abwärtskompatibel mit früheren Ölen von Toyota oder Dexron. Fast alle Toyota-Fahrzeuge ab 2004 mit Automatikgetriebe erfordern die WS-Ölspezifikation. Dieses Öl ist hygroskopisch (es nimmt Feuchtigkeit auf) und sollte niemals wiederverwendet werden. laut dem Toyota-Bulletin T-SB-003-11 sollte immer Öl aus einem zuvor ungeöffneten Behälter verwendet werden.
Toyota behauptet, dass das Öl bei normalem Gebrauch ein Wartungsintervall nur zur Inspektion; ATF-WS macht kein Spülen oder Wechseln über die Lebensdauer des Fahrzeugs erforderlich. Eine Überprüfung des Wartungsplans vieler Toyota-Fahrzeuge zeigt jedoch, dass es einen Austauschintervall gibt, wenn das Fahrzeug auf kurzen Strecken, in der Stadt, beim Ziehen schwerer Lasten, beim Abschleppen, mit Anhängern oder mit einem Dachträger verwendet wird.
Dieses Öl ist nicht mit den bisher von Toyota empfohlenen Ölen kompatibel.
Dieses Öl wurde erstmals in folgenden Getrieben eingesetzt:
- 2004 Toyota P112 Hybrid-Antrieb
- 2006 AB60E 6-Gang-Automatik
- 2006 U660E 6-Gang-Antrieb
- 2007 AA80E 8-Gang-Automatik (die erste 8-Gang-Automatik für kleinere Lkw)
- 2017 AGA0E 10-Gang-Automatik

#### 2011 – CVT-Öl TC
Im Jahr 2011 veröffentlichte Toyota die CVT-Öl-TC-Ölspezifikation für stufenlose Getriebe (CVT).
Dieses Öl wurde erstmals in folgendem Getriebe eingesetzt:
- 2012–2013 K41B (Scion IQ)

#### 2013 – CVT–Öl FE
Im Jahr 2013 veröffentlichte Toyota die CVT-Flüssigkeit FE-Ölspezifikation für stufenlose Getriebe (CVT).
Dieses Öl wurde erstmals in folgenden Getrieben eingesetzt:
- 2013 K313 (Corolla)
- 2014 K41B (Scion IQ)
- 2017 K114 (C-HR)
- 2017 K312 (Yaris Thailand)
- 2020 K120 (Corolla)

1967 gab Ford die Type-F-Ölspezifikation heraus. Das Typ-F-Öl war ausgelegt als „Lifetime“-Öl, das normalerweise nie gewechselt werden muss. Es was das erste von vielen Ford “Lifetime”-Ölen. Im Ford-Werkstatthandbuch aus dem Jahr 1974 stand dazu: „The automatic transmission is filled at the factory with ‘lifetime’ fluid. If it is necessary to add or replace fluid, use only fluids which meet Ford Specification M2C33F. Many other transmission manufacturers have followed with their own ‘Lifetime’ automatic transmission fluids“. Toyota’s erstes „Lifetime“-ATF war das WS-Öl (World Standard), das im Jahr 2002 spezifiziert wurde.

### Wie ATF eine „Lifetime“ überdauern kann
Um zu verstehen, wie eine Flüssigkeit eine „Lifetime“ überdauern kann, wurde 1939 eine Studie am Chrysler Mopar ATF durchgeführt, die sich als hilfreich erwies. Die Novemberausgabe 1954 des Lubrication Magazine (Herausgegeben von The Texas Company, später bekannt als Texaco) enthielt einen Artikel mit dem Titel Evolution des Chrysler PowerFlite-Automatikgetriebes. In diesem Artikel wurde das im Chrysler Fluid Drive des Baujahres 1939 verwendete Öl sowie deren spätere Überarbeitungen und Verbesserungen bis 1954 beschrieben.
In einem Abschnitt der Funktion, der die Schmierung der Fluidkupplung des Fluidantriebs beschreibt, heißt es: „Die Fluidantriebsflüssigkeitskupplung ist teilweise mit Mopar Fluid Drive Fluid gefüllt, einem speziellen hochraffinierten reinen Mineralöl mit einer Viskosität von etwa 185 SUS bei 100 °F [37,78°C], einer hervorragenden inhärenten Oxidationsstabilität, einem hohen Viskositätsindex (100) und einer hervorragenden Schnelligkeit Luft abzuweisen, sehr niedriger natürlicher Stockpunkt (−25°F [−31,67°C]), Fähigkeit, das Pilotkugellager und die Dichtungsoberfläche angemessen zu schmieren, und Neutralität zum Dichtungsbalg.
Die Flüssigkeit arbeitet unter nahezu idealen Bedingungen in einem im Wesentlichen hermetisch abgeschlossenen Gehäuse. Die anfänglich vorhandene geringe Menge an Luftsauerstoff wird durch eine harmlose Reaktion mit der Flüssigkeit entfernt, um eine inerte (Stickstoff-)Restatmosphäre zu hinterlassen. Infolgedessen war es nicht erforderlich, das Öl abzulassen und zu ersetzen, und die Empfehlung zur Überprüfung des Füllstands wurde sukzessive von ursprünglich 2.500 Meilen auf 10.000 Meilen [15.500 km] und schließlich auf „unendlich“ – bzw. auf die Lebensdauer des Autos – erweitert.
Da Abflüss und Füllstandskontrollen nicht nur unnötig, sondern auch häufig schädlich waren (durch das Einbringen von sauerstoffhaltiger Luft und die Zerstörung von Schmutz), ließ Chrysler die verlockenden Füllstandskontrollstopfen schließlich weg. Dieser Mechanismus ist daher einer der wenigen, die tatsächlich für die Lebensdauer des Autos geschmiert werden. Mittlerweile gibt es unzählige Beispiele für Wandler, die weit über 100.000 Meilen [160.000 km] ohne jegliche Aufmerksamkeit betrieben wurden und sich zum Zeitpunkt des Ausscheidens des Fahrzeugs noch in einwandfreiem Zustand befanden.“  Die Lektion, die Chrysler mit seinen Flüssigkeitsantrieben gelernt hat, gilt auch für moderne Automatikgetriebe.

### Abgedichtete Getriebe

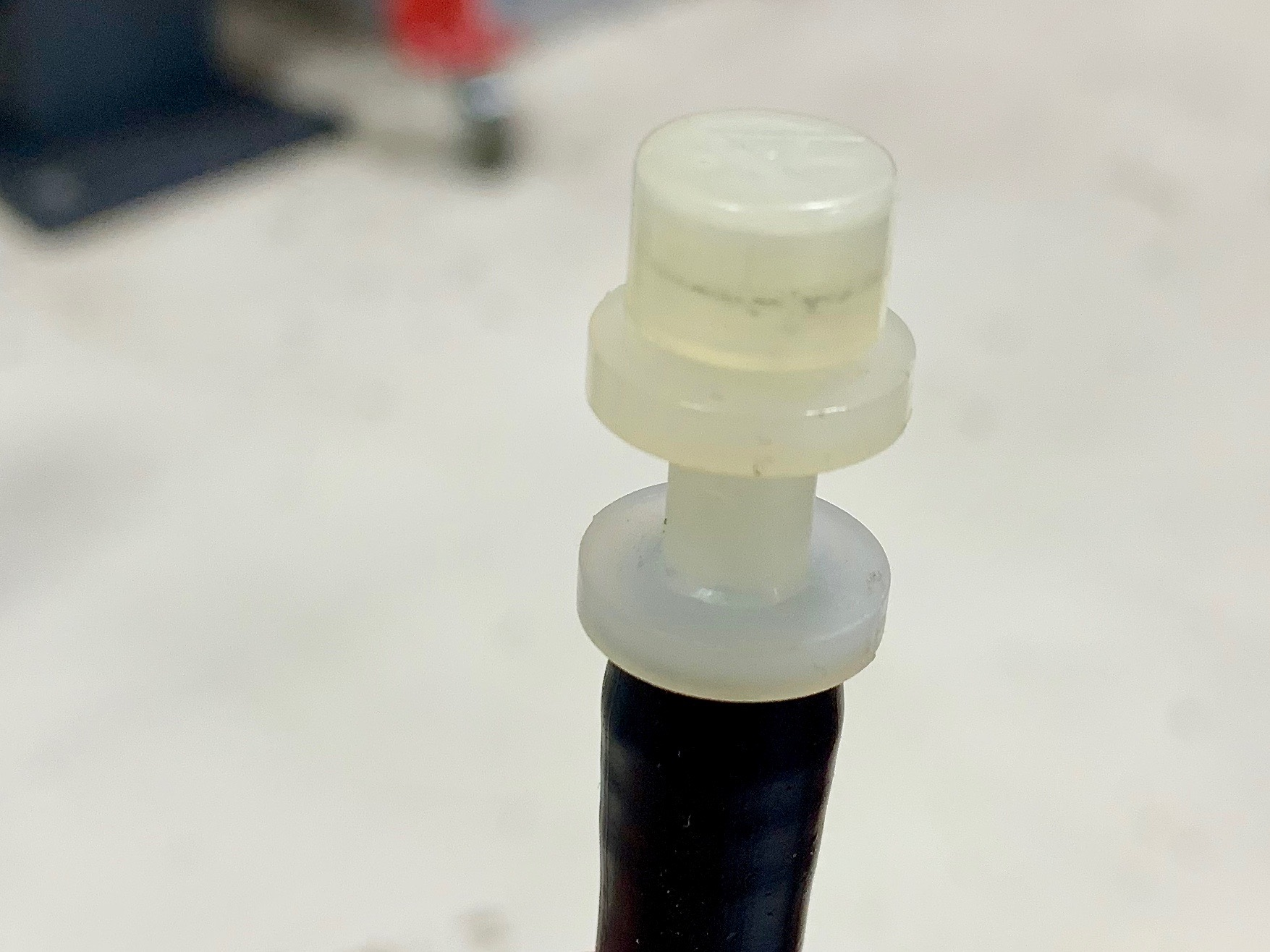
Toyotas regenschirmartige Getriebeentlüftung verhindert das Eindringen von Wasser.

Automatikgetriebeöl hält länger, wenn das Getriebegehäuse hermetisch abgedichtet werden könnte. Getriebe haben jedoch normalerweise zwei potenzielle Eintrittspunkte für Luft:
1. Das Messstabrohr. Jedes Getriebe mit einem Peilstabrohr kann zusätzlichen Sauerstoff durch einen Peilstab, der nicht vollständig im Rohr sitzt, oder einen Peilstabrohrstopfen, der nicht vollständig sitzt, in das Getriebe einlassen. Selbst die Überprüfung des Flüssigkeitsstands mit einem Ölmessstab kann zusätzlichen Sauerstoff und Schmutz in das Getriebe befördern. Viele moderne Getriebe haben keinen Ölmessstab, sondern abgedichtete Kontrollstopfen für den Getriebeölstand. Durch das Entfernen des herkömmlichen Ölmessstabs hat der Getriebehersteller auch einen potenziellen Eintrittspunkt für Sauerstoff entfernt. Dies verringert die Möglichkeit einer Oxidation der Flüssigkeit. Ein abgedichtetes Getriebe hat typischerweise eine längere Lebensdauer des Getriebefluids als ein nicht abgedichtetes Getriebe.
2. Das Entlüftungsventil. Getriebe benötigen Entlüftungsöffnungen, um interne Luftdruckänderungen auszugleichen, die bei schwankenden Fluidtemperaturen und schwankenden Fluidfüllständen während des Getriebebetriebs auftreten. Ohne diese Entlüftungsöffnungen könnte sich Druck aufbauen, was zu Dichtungs- und Dichtungslecks führen kann. Vor der Verwendung von Öl besserer Qualität Ende der 1990er Jahre enthielten einige ältere Entlüftungsöffnungen der Getriebeentlüftung ein Transmission Air Breathing Suppressor (TABS)-Ventil, um die Aufnahme von Sauerstoff und Wasser in ihre Getriebe zu verhindern. Sauerstoff reagiert mit Hochtemperatur-Getriebeöl und kann Oxidation, Rost und Korrosion verursachen. Automatikgetriebeflüssigkeiten, die Grundöle niedrigerer Qualität verwenden, oxidieren leichter als Flüssigkeiten, die Grundöle höherer Qualität verwenden.  Toyota und andere Getriebehersteller verwenden jetzt kleinere, fernmontierte Entlüftungsöffnungen, die speziell dafür ausgelegt sind, Wasser fernzuhalten, aber bei Bedarf eine kleine Menge Luft durch die Entlüftung lassen.

### Versiegelte ATF-Kanister
Automatikgetriebeöl hält länger, wenn sie aus einem zuvor ungeöffneten Behälter stammt
1. Versiegelte Behälter verwenden: Behälter, in denen Automatikgetriebeflüssigkeit (ATF) aufbewahrt wird, müssen immer versiegelt sein. Wenn ATF der Atmosphäre ausgesetzt wird, kann es Feuchtigkeit absorbieren und möglicherweise zu Schichtproblemen führen.
2. Nur neue Flüssigkeit verwenden: Bei Reparaturen an mit ATF ausgestatteten Getrieben ist es wichtig, beim Nachfüllen des Getriebes nur neues, sauberes ATF zu verwenden. ATF niemals wiederverwenden.

### Beispiel am Wartungsplan
Toyota Lifetime Automatikgetriebeöl aus höhererwertigem Basisöl und ein Additivpaket sind chemisch stabiler, weniger reaktiv und oxidieren nicht so leicht wie Flüssigkeiten von geringerer Qualität, die aus minderer Qualität hergestellt werden Basisöl und ein Additivpaket. Daher können Getriebeöle mit höherer Qualität unter normalen Fahrbedingungen eine lange Lebensdauer haben (normalerweise 120.000 Meilen (193.121 km) oder mehr).
Die Definition von „Lifetime Fluid“ (einer Ölfüllung auf Lebensdauer) unterscheidet sich von Getriebehersteller zu Getriebehersteller. Informationen zum richtigen Wartungsintervall für die Flüssigkeit in Ihrem Getriebe und Ihren Fahrbedingungen findet man immer in der Fahrzeugwartungsanleitung.

#### Beispiel am 2018er Camry
Nach dem Wartungsplan eines Toyota Camry Modelljahr 2018 mit WS „Lifetime Fluid“ und einem 8-Gang-Automatikgetriebe muss das Automatikgetriebeöl unter „normalen“ Fahrbedingungen niemals gewechselt werden; Es gibt jedoch zusätzliche Wartungselemente für spezielle Betriebsbedingungen:
Normales Fahren
- Transport von Passagieren und Ladung innerhalb der auf dem Typenschild als Reifen- und Ladeinformationen angegebenen Grenzen
- Befahren von normalen Straßenbelägen innerhalb der gesetzlichen Fahrgrenzen.

Unter „normalen“ Fahrbedingungen muss das Automatikgetriebeöl niemals gewechselt werden.
Besondere Betriebsbedingungen
- Ziehen eines Gespanns oder Abschleppen
- Verwendung eines Autodachträgers
- Schwere Fahrzeugbeladung
- langer Leerlauf- und / oder Langsamfahrt auf langen Strecken wie Polizei, Taxi oder Haus-Haus-Zustellung.

Ersetzen Sie unter „Besonderen Betriebsbedingungen“ das Automatikgetriebeöl und den Filter alle 96.560 km oder alle 72 Monate.
Laut des Wartungsplans eines Toyota Tacoma Modelljahr 2018 mit WS „Lifetime Fluid“ und einem 8-Gang-Automatikgetriebe muss das Automatikgetriebeöl niemals unter „normalen“ Fahrbedingungen getauscht werden; es gibt jedoch zusätzliche Wartungselemente für spezielle Betriebsbedingungen:
Normales Fahren
- Befördern Sie Passagiere und Fracht innerhalb der auf dem Etikett mit den Reifen- und Ladeinformationen empfohlenen Grenzen
- Befahren Sie angemessene Straßenbeläge innerhalb der gesetzlichen Fahrgrenzen.

Unter „normalen“ Fahrbedingungen ist das Automatikgetriebeöl muss nie gewechselt werden.
Besondere Betriebsbedingungen
- Ziehen eines Gespanns oder Abschleppen
- Verwendung eines Autodachträgers
- Schwere Fahrzeugbeladung
- Langer Leerlauf- und / oder Langsamfahren über lange Strecken wie bei Polizei, Taxi oder Haus-Haus-Zustellung.

Ersetzen Sie unter „Besondere Betriebsbedingungen“ das Automatikgetriebeöl und den Filter alle 100.000 km oder alle 72 Monate.

## Aftermarket ATFs
Seit über 70 Jahren produziert der Öl-Aftermarket sowohl zugelassene als auch nicht zugelassene Formulierungen für Automatikgetriebeflüssigkeiten (ATF). Heutzutage werden von ihren Herstellern behauptete Aftermarket-Flüssigkeiten, die für die Verwendung in Automatikgetriebemarken kompatibel sind, weiterhin unter Namen wie Mehrzweck- und Mehrfahrzeugflüssigkeiten verkauft. Nicht lizenziertes Fluid ist in der Regel kostengünstiger. Diese Öle werden vom Fahrzeughersteller nicht für die Verwendung in ihren Getrieben freigegeben oder lizenziert. Vom Fahrzeughersteller freigegebene und lizenzierte Öle müssen die Lizenznummer auf dem Produktinformationsschild des Behälters oder auf dem Behältergehäuse aufgedruckt haben. Nicht freigegebene Betriebsstoffe weisen keine Lizenzkennung auf. Die branchenspezifische Terminologie auf dem Etiketten kann auch dazu beitragen, festzustellen, ob das Produkt lizenziert wurde:
- Geeignet für die Verwendung – Wenn auf dem Etikett des Kanisters angegeben ist, dass das Öl für die Verwendung in Ihrem Fahrzeug geeignet ist, handelt es sich nicht um ein vom Fahrzeughersteller freigegebenes oder lizenziertes Öl. Es ist nur eine Zusicherung des Ölherstellers.
- Erfüllt die Anforderungen – Wenn auf dem Etikett des Kanisters angegeben ist, dass das Öl die Anforderungen für ein Fahrzeug erfüllt, handelt es sich nicht um ein vom Fahrzeughersteller freigegebenes oder lizenziertes Öl. Es ist nur eine Produktbeschreibung des Ölherstellers.
- Übertrifft Anforderungen – Wenn auf dem Etikett des Kanisters freigegebenes oder lizenziertes Öl angegeben ist, ist nur eine Zusicherung des Ölherstellers, dass das Öl den Anforderungen im betreffenden Fahrzeug übertrifft, sagt dies nichts über eine Freigabe oder Lizenz des Fahrzeugherstellers aus
- Freigegeben, lizenziert – Wenn auf dem Etikett des Kanisters angegeben ist, dass das Öl für die Verwendung in Ihrem Fahrzeug freigegeben ist, handelt es sich um ein vom Fahrzeughersteller freigegebenes oder lizenziertes Öl. Die Freigabe-Lizenzkennung sollte auf dem Kanister ebenfalls angegeben sein.